# أنطونيو سانابريا
أرنالدو أنطونيو سانابريا أيالا (بالإسبانية: Arnaldo Antonio Sanabria Ayala) يُعرف أيضًا بتوني سانابريا أو أنطونيو سانابريا هو لاعب كرة قدم محترف ولد في 4 مارس 1996 بمدينة سان لورينزو في الباراغواي، يلعب حاليًا مهاجمًا لنادي تورينو الإيطالي.
كما سبق لأنطونيو اللعب في إيطاليا مع أندية ساسولو وروما وجنوى، وبدأ مشواره الكروي بإسبانيا مع أندية برشلونة ب ثم سبورتينغ خيخون وريال بيتيس، ولعب مع لا بلانكا سوبور وسيرو بورتينو في الباراغواي، كما أنه يلعب مع منتخب الباراغواي لكرة القدم.

## المسيرة الكروية
بدأ سنابريا مسيرته في كرة الصالات، وبعدها انتقل لكرة القدم. انضم إلى أكاديمية الشباب التابعة لسيرو بورتينيو في عام 2004 في عام 2007، انتقل هو ووالديه إلى إسبانيا، وانضم إلى نادٍ محلي في سيدجيس، يُدعى لا بلانكا سوبور.

### برشلونة
انضم سانابريا إلى أكاديمية الشباب التابعة لـنادي برشلونة في عام 2009، وكان يبلغ من العمر حينها 13 عامًا. بعد عام، انتقل إلى لا ماسيا. استدعاه المدير تيتو فيلانوفا في سبتمبر 2012 للتدريب مع الفريق الأول
ضُم في أغسطس 2013 إلى نادي برشلونة ب الذي يلعب حينها في الدوري الإسباني الدرجة الثانية. شارك في أول مباراة احترافية في 29 سبتمبر، عندما لعب آخر 22 دقيقة ضد نادي ريال مايوركا والتي انتهت بالخسارة 0-1 على أرضه.
رفض سانابريا تمديد عقده مع برشلونة في 20 نوفمبر 2013. سجل هدفه الاحترافي الأول بعد ثلاثة أيام، عندما لعب ضد نادي لاس بالماس والتي انتهت بالخسارة 1-2 على أرضه. كان مرتبطًا بـ نادي روما وأندية أخرى قامت بمنافسة شرسة للتعاقد معه في يناير.

### ساسولو
انضم سانابريا إلى نادي ساسولو الذي يلعب في الدوري الإيطالي الدرجة الأولى في 29 يناير 2014 مقابل 4.5 مليون يورو، بالإضافة إلى 7.5 مليون يورو كمكافآت تعتمد على أداء اللاعب وقيمته المستقبلية وُضِحَتْ الصفقة لاحقًا وسينضم إلى نادي روما في يوليو، بهذه الحيلة استطاع نادي روما التحايل على اللوائح الأوروبية.
ظهر سانابريا لأول مرة في الدوري الإيطالي في 23 مارس بصفته بديلًا لدافيدي بيونديني ضد نادي أودينيزي وانتهت المباراة بالخسارة 0-1 على أرض الخصم.

### روما
انضم سانابريا رسميًا إلى نادي روما في يوليو 2014 مقابل 4.926 مليون يورو (بما في ذلك 2.5 مليون يورو من روما عبر ساسولو إلى برشلونة). تولى نادي روما أيضًا المسؤولية التعاقدية عوضًا عن ساسولو، لدفع مبالغ إضافية لبرشلونة تصل إلى 7 ملايين يورو مكافآت. ظهر سانابريا في تشكيلة نادي روما للشباب في الدوري الأوروبي للشباب 2014–15، بالإضافة إلى كونه عضوًا في الفريق الأول. وقد سجَّل هدفين عندما خسر فريقه المباراة بنتيجة 3-2 أمام بايرن ميونيخ في 5 نوفمبر 2014.
كان أول ظهور لسانابريا مع نادي روما في الدوري الإيطالي في 8 فبراير 2015 بديلًا لفرانشيسكو توتي بعد الدقيقة 62، وانتهت تلك المباراة بالفوز 2-1 على نادي كالياري.

#### ريال سبورتينغ خيخون (إعارة)
عاد سانابريا إلى إسبانيا في 11 أغسطس 2015، بعد الموافقة على صفقة إعارة لمدة عام واحد مع نادي ريال سبورتينغ خيخون الذي يلعب في الدوري الإسباني. وقد ظهر لأول مرة في الدوري الإسباني في 23 أغسطس 2015، حيث انتهت تلك المباراة بالتعادل 0-0 على أرضه ضد نادي ريال مدريد. وقد سجل أول أهدافه في الدوري الإسباني يوم 20 سبتمبر 2015، عندما قام بتسجيل هدفين في المباراة التي انتهت بفوز فريقه على نادي ديبورتيفو لا كورونيا بنتيجة 3–2 خارج أرضه.
سجل سانابريا ثلاثيةً في فوز فريقه بنتيجة 3-1 على أرضه ضد نادي لاس بالماس في 6 ديسمبر 2015، وأضاف هدفًا آخر في 22 يناير من العام التالي، في فوز فريقه بنتيجة 5-1 على ريال سوسيداد.

### ريال بيتيس
وقع سانابريا صفقة لمدة خمسِ سنواتٍ في 15 يوليو 2016 مع ريال بيتيس مقابل 7.5 مليون يورو، مع احتفاظ روما بقيمة 50٪ من قيمة الانتقال التالي مع شرط إعادة الشراء.
سجل سانابريا هدفًا لريال بيتيس ضد ريال مدريد في 20 سبتمبر 2017، وانتهت المباراة بنتيجة 1-0. وكان هذا أول فوز لريال بيتيس في البرنابيو منذ أكتوبر 1998، عندما سجل فينيدي جورج هدف الفوز حينها، لتنتهي تلك المباراة بنتيجة 1-0.

### جنوى
انتقل سانابريا لنادي جنوى الذي يلعب في الدوري الإيطالي على سبيل الإعارة في 26 يناير 2019 حتى 30 يونيو 2020.

### تورينو
وقع سانابريا عقدًا في 31 يناير 2021، لمدة أربع سنوات مع نادي تورينو الذي يلعب في الدوري الإيطالي.

## المسيرة الدولية
بعد لعب سانابريا في كلا منتخبي البارغاواي تحت ال 17 عامًا وتحت ال 20 عامًا، ظهر في تشكيلة منتخب باراغواي لأول مرة في 14 أغسطس 2013، وانتهت هذه المباراة بالتعادل، بنتيجة 3-3 ضد ألمانيا. اُختير سانابريا كجزء من فريق باراغواي الذي شارك في كوبا أمريكا المئوية، حيث ظهر مرتين. شارك في المرة الأولى بديلًا في مباراة دور المجموعات الثانية ضد كولومبيا، وفي المرة الثانية شارك في المباراة النهائية في دور المجموعات ضد الولايات المتحدة.

### الأهداف الدولية
تذُكر نتيجة المباراة وأهداف منتخب الباراغواي أولاً.
| ت. | التاريخ       | الموقع                                                 | الخصم    | الهدف | نتيجة المباراة النهائية | مسابقة                 |
| -- | ------------- | ------------------------------------------------------ | -------- | ----- | ----------------------- | ---------------------- |
| 1. | 5 أكتوبر 2017 | ملعب متروبوليتانو روبيرتو ميلينديز، بارانكيا، كولومبيا | كولومبيا | 2–1   | 2–1                     | تصفيات كأس العالم 2018 |

## الإحصائيات الكروية

### الأندية
اعتبارًا من 18-04-2021
| نادي                        | موسم                 | الدوري                         | الدوري    | الدوري  | Cup       | Cup     | الاتحاد الأوروبي لكرة القدم | الاتحاد الأوروبي لكرة القدم | أخرى      | أخرى    | المجموع   | المجموع |
| نادي                        | موسم                 | الدرجة                         | المباريات | الأهداف | المباريات | الأهداف | المباريات                   | الأهداف                     | المباريات | الأهداف | المباريات | الأهداف |
| --------------------------- | -------------------- | ------------------------------ | --------- | ------- | --------- | ------- | --------------------------- | --------------------------- | --------- | ------- | --------- | ------- |
| برشلونة ب                   | 2013–14              | الدوري الإسباني الدرجة الثانية | 10        | 3       | —         | —       | —                           | —                           | —         | —       | 10        | 3       |
| ساسولو                      | 2013–14              | الدوري الإيطالي الدرجة الأولى  | 2         | 0       | —         | —       | —                           | —                           | —         | —       | 2         | 0       |
| روما                        | 2014–15 [الإيطالية]  | الدوري الإيطالي الدرجة الأولى  | 2         | 0       | —         | —       | —                           | —                           | —         | —       | 2         | 0       |
| ريال سبورتينغ خيخون (إعارة) | 2015–16 [الإنجليزية] | الدوري الإسباني الدرجة الأولى  | 30        | 11      | 1         | 0       | —                           | —                           | —         | —       | 31        | 11      |
| ريال بيتيس                  | 2016–17 [الإنجليزية] | الدوري الإسباني الدرجة الأولى  | 22        | 4       | 2         | 1       | —                           | —                           | —         | —       | 24        | 5       |
| ريال بيتيس                  | 2017–18 [الإنجليزية] | الدوري الإسباني الدرجة الأولى  | 17        | 8       | 0         | 0       | —                           | —                           | —         | —       | 17        | 8       |
| ريال بيتيس                  | 2018–19 [الإنجليزية] | الدوري الإسباني الدرجة الأولى  | 15        | 2       | 3         | 2       | 5                           | 2                           | —         | —       | 23        | 6       |
| ريال بيتيس                  | 2020–21 [الإنجليزية] | الدوري الإسباني الدرجة الأولى  | 16        | 3       | 4         | 1       | —                           | —                           | —         | —       | 20        | 4       |
| ريال بيتيس                  | المجموع              | المجموع                        | 70        | 17      | 9         | 4       | 5                           | 2                           | 0         | 0       | 84        | 23      |
| جنوى (إعارة)                | 2018–19 [الإنجليزية] | الدوري الإيطالي الدرجة الأولى  | 15        | 3       | 0         | 0       | —                           | —                           | —         | —       | 15        | 3       |
| جنوى (إعارة)                | 2019–20 [الإنجليزية] | الدوري الإيطالي الدرجة الأولى  | 24        | 6       | 0         | 0       | —                           | —                           | —         | —       | 24        | 6       |
| جنوى (إعارة)                | المجموع              | المجموع                        | 39        | 9       | 0         | 0       | 0                           | 0                           | 0         | 0       | 39        | 9       |
| تورينو                      | 2020–21 [الإنجليزية] | الدوري الإيطالي الدرجة الأولى  | 7         | 5       | 0         | 0       | —                           | —                           | —         | —       | 7         | 5       |
| الإجمالي الكروي             | الإجمالي الكروي      | الإجمالي الكروي                | 160       | 45      | 10        | 4       | 5                           | 2                           | 0         | 0       | 175       | 51      |

### الدولية
اعتبارًا من 18-11-2020
| منتخب باراغواي | منتخب باراغواي | منتخب باراغواي | منتخب باراغواي |
| السنة          | المباريات      | الأهداف        |                |
| -------------- | -------------- | -------------- | -------------- |
| 2013           | 3              | 0              |                |
| 2014           | 2              | 0              |                |
| 2015           | 0              | 0              |                |
| 2016           | 3              | 0              |                |
| 2017           | 2              | 1              |                |
| 2018           | 2              | 0              |                |
| 2019           | 5              | 0              |                |
| المجموع        | 17             | 1              |                |

## الألقاب

### النادي
برشلونة
- الدوري الأوروبي للشباب: 2013–14[29]

## روابط خارجية
- أنطونيو سانابريا على موقع الاتحاد الدولي (مؤرشف)  (الإنجليزية)
- أنطونيو سانابريا على موقع الاتحاد الأوربي (الإنجليزية)
- أنطونيو سانابريا على موقع قاعدة بيانات كرة القدم.إي يو (الإنجليزية)
- أنطونيو سانابريا على موقع ناشيونال فوتبول تيمز (الإنجليزية)
- أنطونيو سانابريا على موقع Soccerbase.com (لاعب) (الإنجليزية)
- أنطونيو سانابريا على موقع Soccerway.com (الإنجليزية)
- أنطونيو سانابريا على موقع عالم كرة القدم.نت (الإنجليزية)
- أنطونيو سانابريا على موقع AS.com (الإسبانية)
- أنطونيو سانابريا على BDFutbol
- FC Barcelona official profile باللغة الإسبانية
- أنطونيو سانابريا  على سكروي